# Djax Records
Djax Records is een platenmaatschappij die in 1989 werd opgericht door Saskia Slegers (Miss Djax). Het heeft zich beziggehouden met Nederlandse rap via Djax Records en breakbeat en techno op respectievelijk de sublabels Djax-Break-Beatz en Djax-Up-Beats. Tegenwoordig concentreert Djax zich op techno op het sublabel Djax-Up-Beats.

## Beginperiode (1989 - 1991)
In de jaren dat Saskia Slegers in een platenzaak werkte ontmoette ze veel artiesten die geen platencontract konden krijgen omdat ze niet commercieel genoeg waren. In 1989 begon ze daarom Djax Records. De eerste plaat die Djax Records uitgaf was No Enemies van de Eindhovense rapgroep 24K. In 1990 volgde met 916 Buena Avenue van Terrace de eerste techno plaat op het sublabel Djax-Up-Beats. Er volgden nog enkele Engelstalige uitgaven maar deze bleken steeds minder succesvol.

## Nederhop periode (1991 - 2010)
In 1991 ontdekte Saskia Slegers de Nederlandstalige rapgroep de Osdorp Posse. Het eerste album van de Osdorp Posse, Osdorp Stijl werd in 1992 uitgebracht. Hoewel de muziek van de Osdorp Posse door de radio grotendeels werd genegeerd, wisten ze toch een grote schare fans en navolgers op te bouwen. Vele van deze navolgers vonden een plaats op het Djax label. De serie verzamel-cd's De posse gaf beginnende nederhopartiesten een podium, waarna de beste door Djax werden gecontracteerd. Groepen als Neuk! en Space Marines vermengden rap met punk en metal. In 1997 werden de sublabels Djax-Break-Beatz en Djax-X-Beats gelanceerd. In 1998 besloot de Osdorp Posse zijn eigen platenmaatschappij op te richten en verlieten zij Djax. Na het vertrek van de Osdorp Posse waren de belangrijkste artiesten van het label ABN en de Spookrijders.

Op 1 januari 2004 besloot Saskia Segers te stoppen met het uitbrengen van nederhop. Een uitzondering hierop werd gemaakt voor het album The World Might Suck dat de Osdorp Posse maakte met de metalgroep Laberinto, dat in 2008 uitkwam. Na de succesvolle Afschijt Tournee van de Osdorp Posse werd besloten om in 2010 toch nog een Nederhop plaat te releasen onder het DJAX label. Het in 2010 uitgekomen album ‘De Laatste Dag’ van Jerome XL werd dan ook de tot op heden laatste Nederlandstalige hiphop release op het label.

## Huidige situatie
Op het moment worden er alleen onder het sublabel Djax-Up-Beats platen uitgebracht.